# 鋼鐵心 (電視劇)
《鋼鐵心》（英語：Ironheart）是一部美國劇情超級英雄類型的網路影集，改編自漫威漫畫的同名角色，由齊娜卡·霍奇主創並擔當首席編劇。影集屬於漫威電影宇宙的系列作品之一，與漫威電影宇宙系列電影處於同一架空世界和共同世界。影集由漫威影業和第二十電視公司製作，預定於2023年秋季在線上串流媒體平台Disney+首播，2023年9月初宣佈暫時取消上線。
多米妮克·索恩領銜出演女主角「鋼鐵心」莉莉·威廉斯。2020年12月，隨著迪士尼正式宣佈預訂影集，多米妮克·索恩確定出演莉莉·威廉斯。2021年4月，齊娜卡·霍奇確定擔當首席編劇。
《鋼鐵心》共6集，前三集於2025年6月25日在Disney+首播，後三集於7月1日播出。本部屬於漫威電影宇宙第五階段，也是該階段最後一部電視劇與最後一部作品。

## 演員與角色
- 多米妮克·索恩 飾演 「鋼鐵心」莉莉·威廉斯（Riri Willians / Ironheart）

天才發明家，創造出可以與「鋼鐵人」東尼·史塔克的裝備相媲美的裝甲。
- 安東尼·拉莫斯 飾演 帕克·羅賓斯／紅兜帽（英语：Hood (Marvel Comics)）

莉莉的盟友，戴著兜帽，能使用黑暗法術和魔法。
- 麗芮克·蘿絲（英语：Lyric Ross） 飾演 娜塔莉·華盛頓／ N.A.T.A.L.I.E.（Natalie Washington / N.A.T.A.L.I.E.）

莉莉已故摯友，她將娜塔莉的意識變成鋼鐵心的AI。（在原作漫畫中，AI為東尼·史塔克）
- 艾登·艾倫瑞克 飾演 喬·麥吉利卡迪／以西基·「西基」·施坦（英语：Zeke Stane）

一位技術倫理學家，是東尼·史塔克的導師兼宿敵「鐵霸王」奧巴迪亞·施坦的兒子。
- 薩夏·拜倫·柯恩 飾演 梅菲斯托（Mephisto）

給予羅賓斯紅兜帽的一名惡魔。
- 蕾根·艾利亞 飾演 澤瑪·斯坦頓（Zelma Stanton）

莉莉的朋友。
- 曼尼·蒙坦拿（英语：Manny Montana） 飾演 約翰（英语：John King (comics)）

羅賓斯的表哥，也是他的精神支柱。
- 馬修·伊蘭 飾演 哈維爾·華盛頓（Xavier Washington）

莉莉的鄰居和朋友，娜塔莉的弟弟。
- 安吉·懷特 飾演 蘿尼·威廉斯（Ronnie Williams）

莉莉的母親。
- 保羅·卡爾德龍（英语：Paul Calderón） 飾演 亞瑟·羅賓斯（Arthur Robbins）

羅賓斯的父親。
此外，吉姆·拉許回歸飾演麻省理工學院院長，該角色曾於2016年電影《美國隊長3：英雄內戰》登場。哈珀·安東尼飾演蘭登。

## 集數
| 集數 | 標題                                   | 導演              | 編劇                                    | 首播日期      |
| ---- | -------------------------------------- | ----------------- | --------------------------------------- | ------------- |
| 1    | Take Me Home                           | 山姆·貝利         | 齊娜卡·霍奇                             | 2025年6月24日 |
| 2    | Will the Real Natalie Please Stand Up? | 山姆·貝利         | Malarie Howard                          | 2025年6月24日 |
| 3    | We in Danger, Girl                     | 山姆·貝利         | Francesca Gailes & Jacqueline J. Gailes | 2025年6月24日 |
| 4    | 壞魔法 Bad Magic                       | 安吉拉·巴恩斯（Angela Barnes） | Amir Sulaiman                           | 2025年7月1日  |
| 5    | Karma's a Glitch                       | 安吉拉·巴恩斯     | Cristian Martinez                       | 2025年7月1日  |
| 6    | The Past Is the Past                   | 安吉拉·巴恩斯     | 齊娜卡·霍奇                             | 2025年7月1日  |

## 製作

### 開發
2020年12月，漫威影業總裁凱文·費吉在迪士尼投資人會議上宣佈基於漫威漫畫的同名角色開發影集《鋼鐵心》，影集與漫威電影宇宙系列電影存在緊密聯繫。2021年4月，齊娜卡·霍奇確定擔當首席編劇。影集共6集。

### 選角
2020年12月，隨著迪士尼正式宣佈預訂影集，多米妮克·索恩確定領銜出演女主角「鋼鐵心」莉莉·威廉斯。漫威影業在多米妮克·索恩沒有試鏡的情況下選定她演出女主角。

## 發行
《鋼鐵心》計劃於Disney+首播，共6集，屬於漫威電影宇宙第五階段。

## 迴響

### 評價
| 季數 | 季數 | 爛番茄           | Metacritic     |
| ---- | ---- | ---------------- | -------------- |
|      | 1    | 82%（103篇評論） | 57（23篇評論） |

根据評論匯總网站爛番茄汇总的103篇评论文章，82%的评论家给予该作正面评价，使之獲得「認證新鮮」標識。在Metacritic上，23位影評人共給予了57分的分數（滿分100分），這部影集獲得了「評價褒貶不一或一般」。

## 備註
1. ↑  依照漫威電影宇宙電視劇播出次序。
2. ↑  依照漫威電影宇宙中故事發生的時間次序，參見漫威电影宇宙#時間線。

## 資料來源
1. 1 2 3 4  Gelman, Vlada. . TV Line. 2020-12-10  [2020-12-10]. （原始内容存档于2020-12-11） （美国英语）.
2. ↑  Campione, Katie. . TheWrap. September 10, 2022  [September 10, 2022]. （原始内容存档于September 10, 2022）.
3. 1 2 3 4  Gallagher, Simon. . ComicBook.com. June 23, 2025  [June 24, 2025]. （原始内容存档于2025-06-25）.
4. ↑  Webb Mitovich, Matt. . TVLine. June 24, 2025  [June 25, 2025]. （原始内容存档于2025-06-25）.
5. ↑  Webb Mitovich, Matt. . TVLine. July 1, 2025  [July 2, 2025]. （原始内容存档于2025-07-02）.
6. ↑  Klein, Brennan. . Screen Rant. September 10, 2022  [September 11, 2022]. （原始内容存档于September 11, 2022）.
7. 1 2  Oddo, Marco Vito. . ComicBook.com. June 18, 2025  [June 18, 2025]. （原始内容存档于June 18, 2025）.
8. ↑  Kit, Borys. . The Hollywood Reporter. April 11, 2022  [April 11, 2022]. （原始内容存档于April 11, 2022）.
9. ↑  . Writers Guild of America West. September 10, 2024  [September 13, 2024]. （原始内容存档于September 13, 2024）.
10. ↑  Han, Angie. . Mashable. 2020-12-10  [2020-12-11]. （原始内容存档于2020-12-11） （美国英语）.
11. 1 2 3  Couch, Aaron; Goldberg, Lesley. . The Hollywood Reporter. 2021-04-27  [2021-04-27]. （原始内容存档于2021-04-27） （美国英语）.
12. ↑  Travis, Ben. . Empire. 2021-03-15  [2021-03-17]. （原始内容存档于2021-03-16） （美国英语）.
13. ↑  Tapp, Tom. . Deadline Hollywood. 2022-07-23  [2022-07-24]. （原始内容存档于2022-07-24）.
14. 1 2  . Rotten Tomatoes. Fandango Media.   [2025-07-07] （美国英语）.
15. 1 2  . Metacritic. Red Ventures.   [2025-07-07] （美国英语）.

## 外部連結
- 官方网站
- 互联网电影数据库（IMDb）上《鋼鐵心》的资料（英文）
- 在Disney+上觀看《鋼鐵心》